# Eucalyptus paniculata

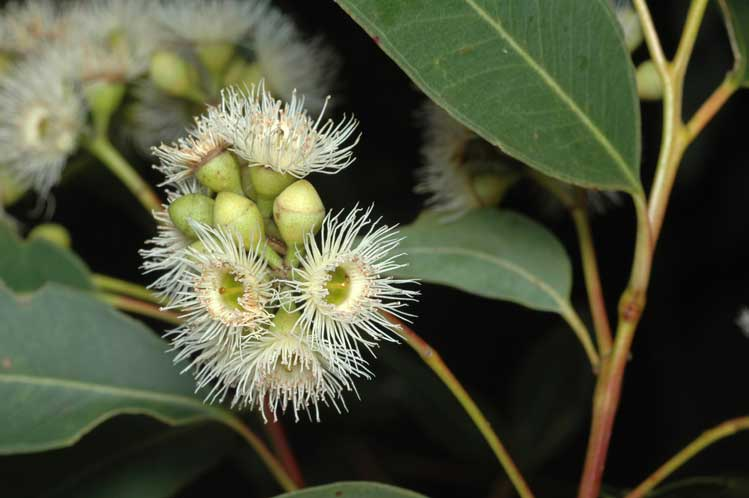
Flores e gomos.

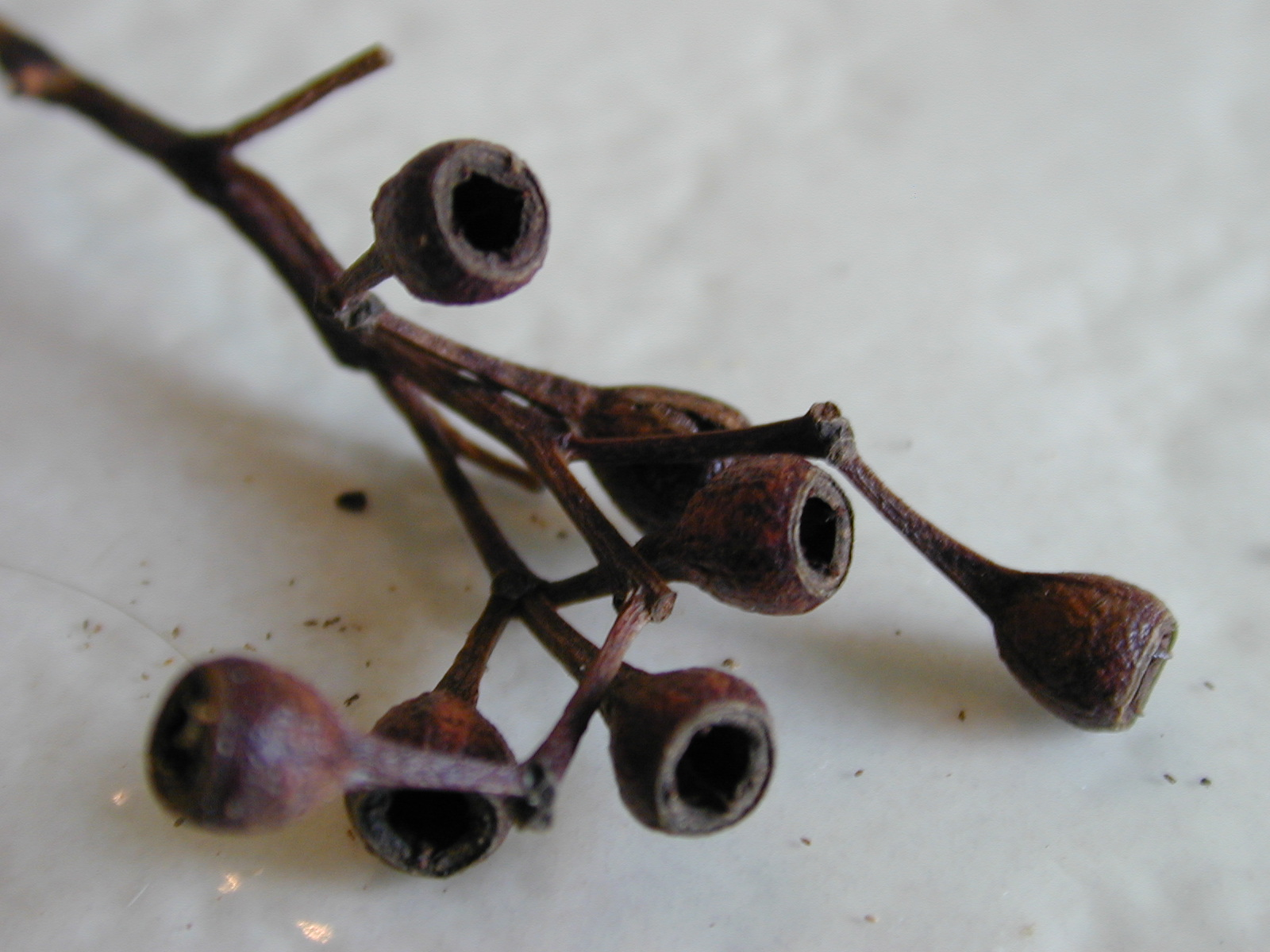
Frutos.

Eucalyptus paniculata é uma espécie de árvore endêmica de Nova Gales do Sul. Possui casca de cor escura e que apresenta vários sulcos no tronco e nos galhos, folhas adultas curvas ou em forma de lança, gomos de flores em grupos de sete em um pedúnculo ramificado, flores brancas e frutos cônicos, hemisféricos ou em forma de xícara.

## Descrição
O Eucalyptus paniculata é uma árvore que normalmente atinge uma altura de 30 a 50 m e forma um lignotúber. Possui casca cinza a preta ou marrom, profundamente sulcada no tronco e nos galhos. As plantas jovens e a rebrota da talhadia têm folhas em forma de ovo ou de lança, com um tom mais claro de verde na parte inferior, com 35 a 70 mm de comprimento e 15 a 30 mm de largura. As folhas adultas são verdes brilhantes, com um tom mais claro na parte inferior, em forma de lança ou curvadas, com 50 a 180 mm de comprimento e 12 a 30 mm de largura, afinando em um pecíolo de 9 a 25 mm de comprimento. Os gomos de flores estão, em sua maioria, dispostos em grupos de sete em um pedúnculo ramificado de 5 a 15 mm de comprimento, os gomos individuais em pedicelos de 3 a 9 mm de comprimento. Os gomos maduros são ovais ou em forma de diamante, com 5 a 9 mm de comprimento e 4 a 5 mm de largura, com um opérculo cônico e o hipanto mais ou menos quadrado em seção transversal. A floração ocorre na maioria dos meses e as flores são brancas. O fruto é uma cápsula lenhosa, cônica, hemisférica ou em forma de taça, com 4 a 8 mm de comprimento e largura, com as válvulas próximas ao nível da borda.

## Taxonomia e nomeação
O Eucalyptus paniculata foi descrito formalmente pela primeira vez em 1797 por James Edward Smith na revista Transactions of the Linnean Society of London, a partir de material coletado por David Burton [en] na Baía de Sydney. Smith obteve os espécimes do herbário de Joseph Banks. O epíteto específico (paniculata) vem da palavra em latim paniculatus, que significa paniculado, referindo-se à disposição das flores.

## Distribuição e habitat
A casca cinza cresce em áreas costeiras de alta pluviosidade de Bermagui [en] a Bulahdelah [en]. Anteriormente, era uma árvore comum nos subúrbios do oeste de Sydney. Um remanescente ainda cresce no subúrbio de Glebe [en], no centro da cidade, na Igreja St. Johns.

## Usos
É uma madeira muito densa, com 1120 quilos por metro cúbico. A madeira do cerne é marrom-avermelhada ou marrom-escura. A madeira tem vários usos, incluindo engenharia pesada, construção, postes e cruzetas. A madeira é difícil de aplainar e pregar. Sua secagem é lenta, exigindo um manuseio cuidadoso para evitar que a superfície fique escorregadia. O potencial de produção anual de madeira é de 9 a 18 metros cúbicos por hectare. A madeira não é suscetível ao besouro Lyctus brunneus.

## Galeria

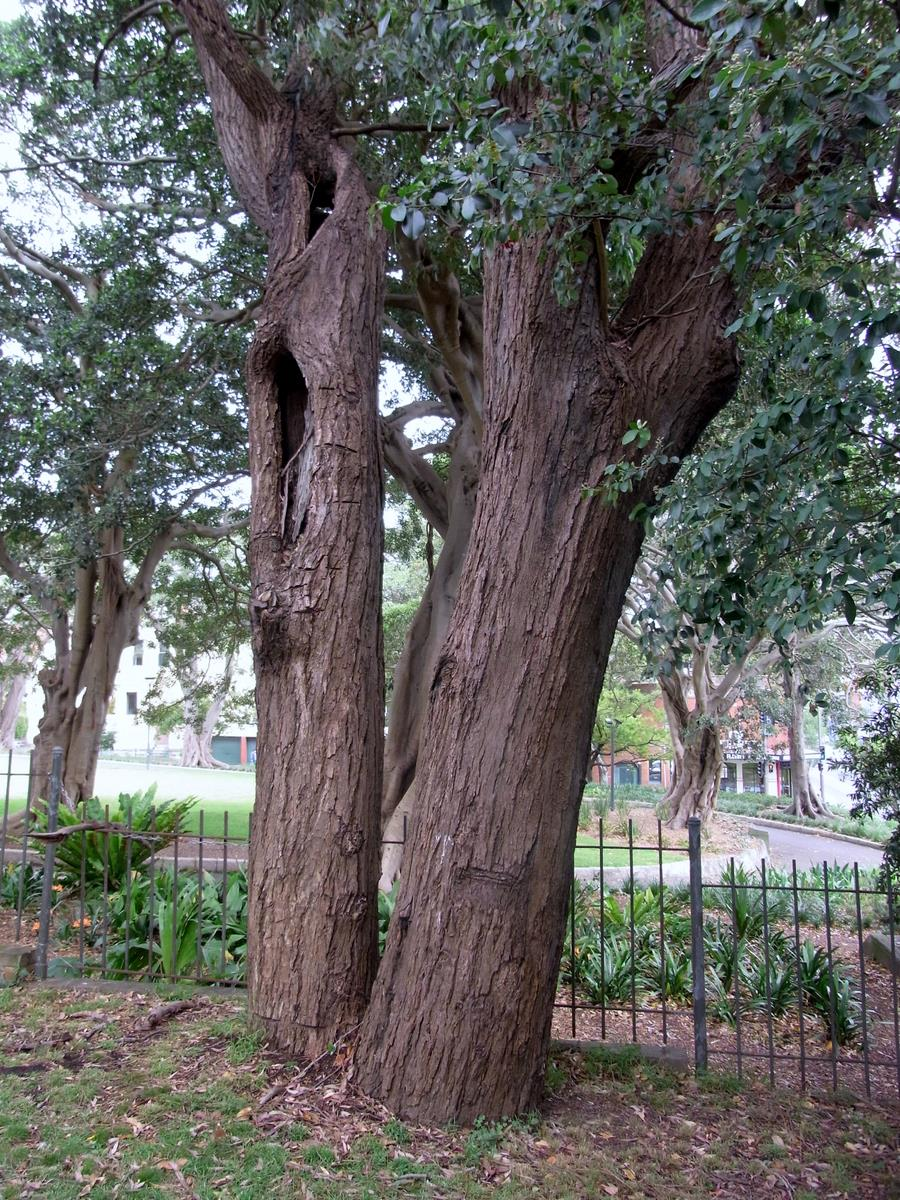
Árvore remanescente na Igreja St. Johns, Glebe [en]
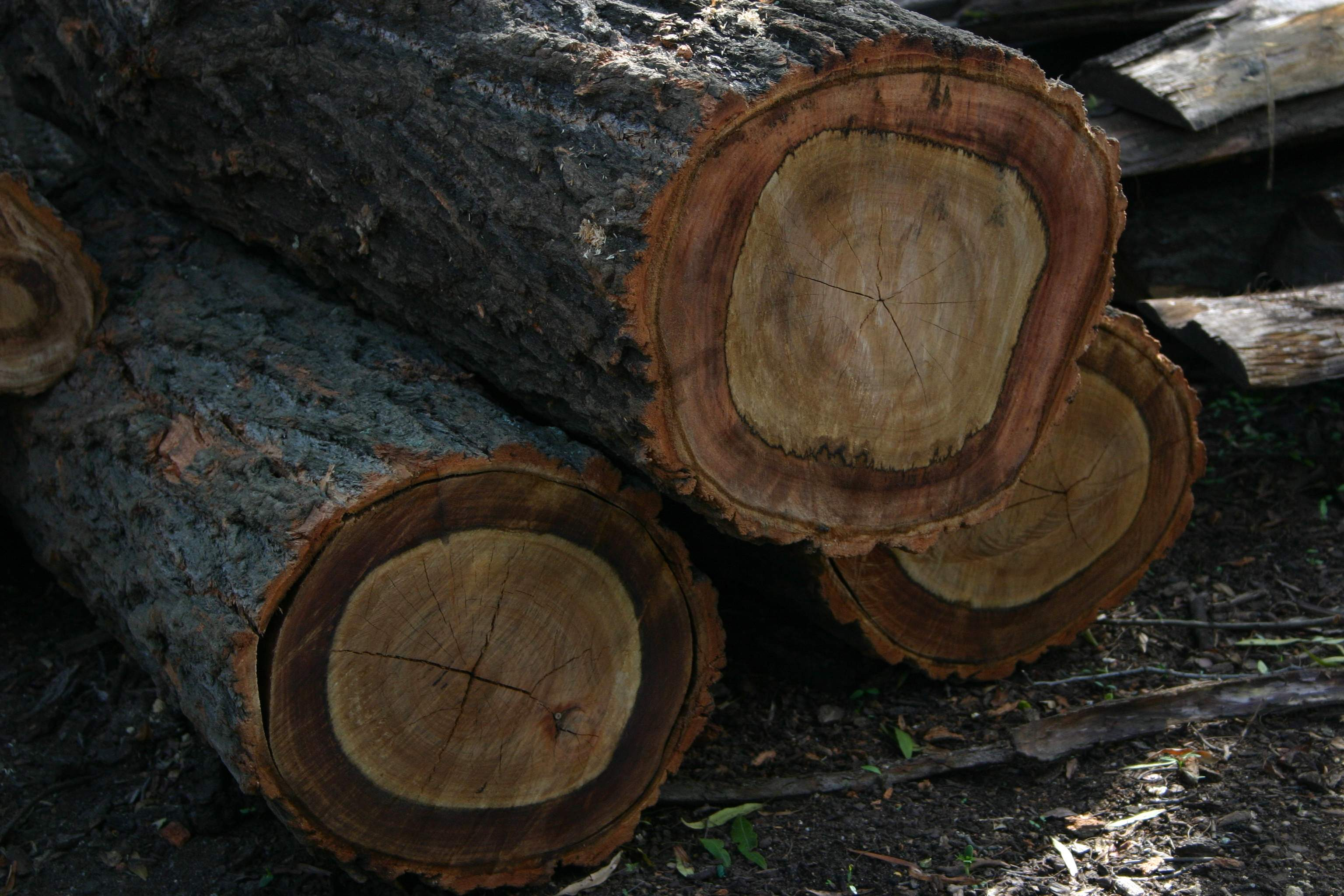
Toras antes da moagem
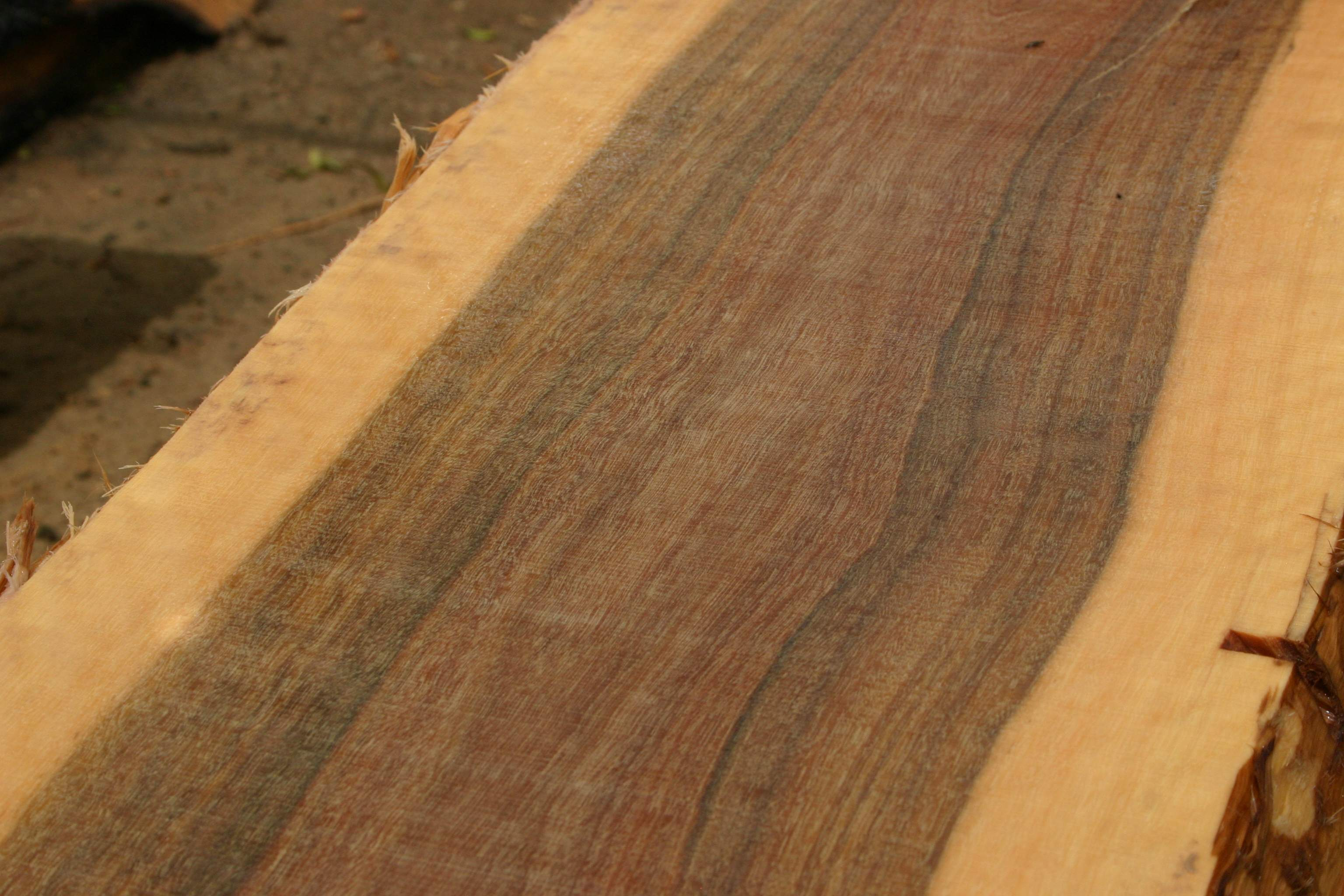
Tábua fresada
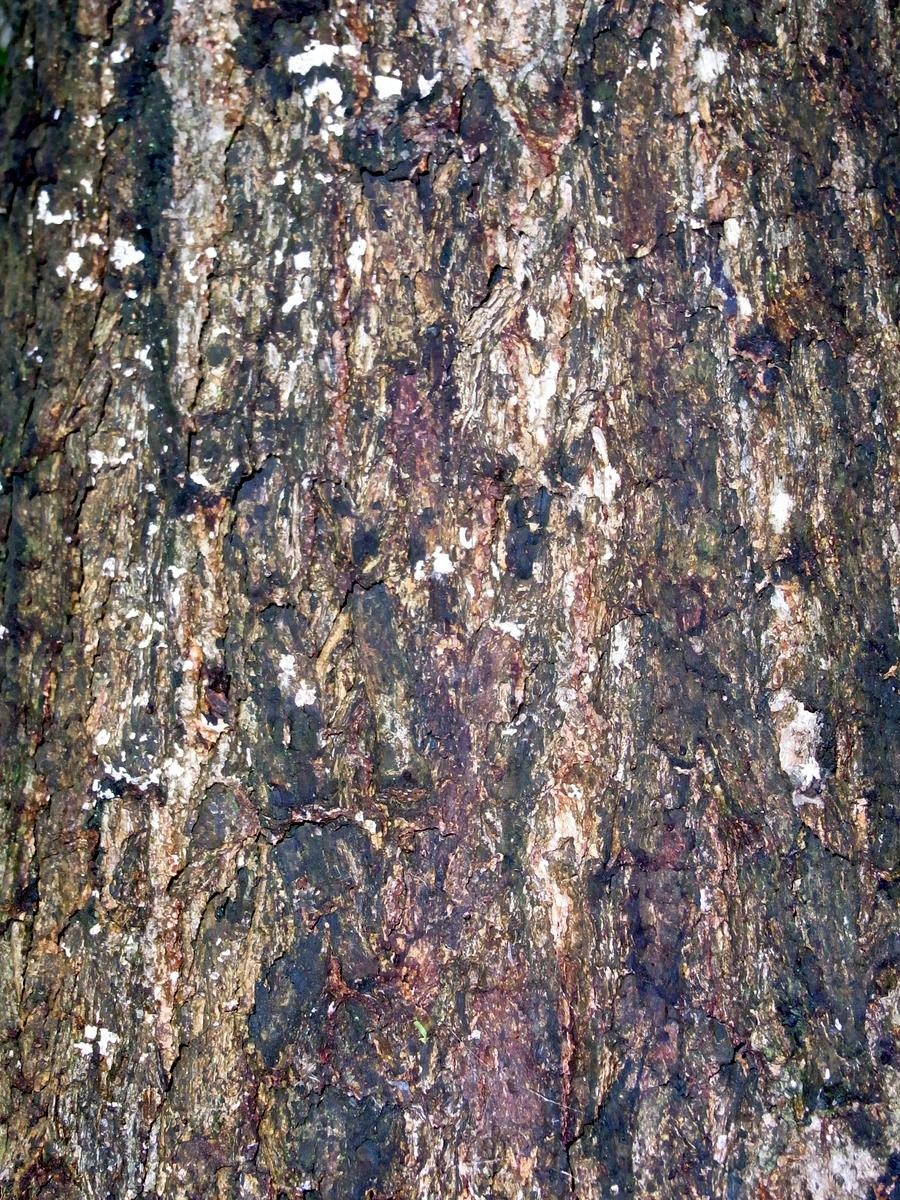
Casca
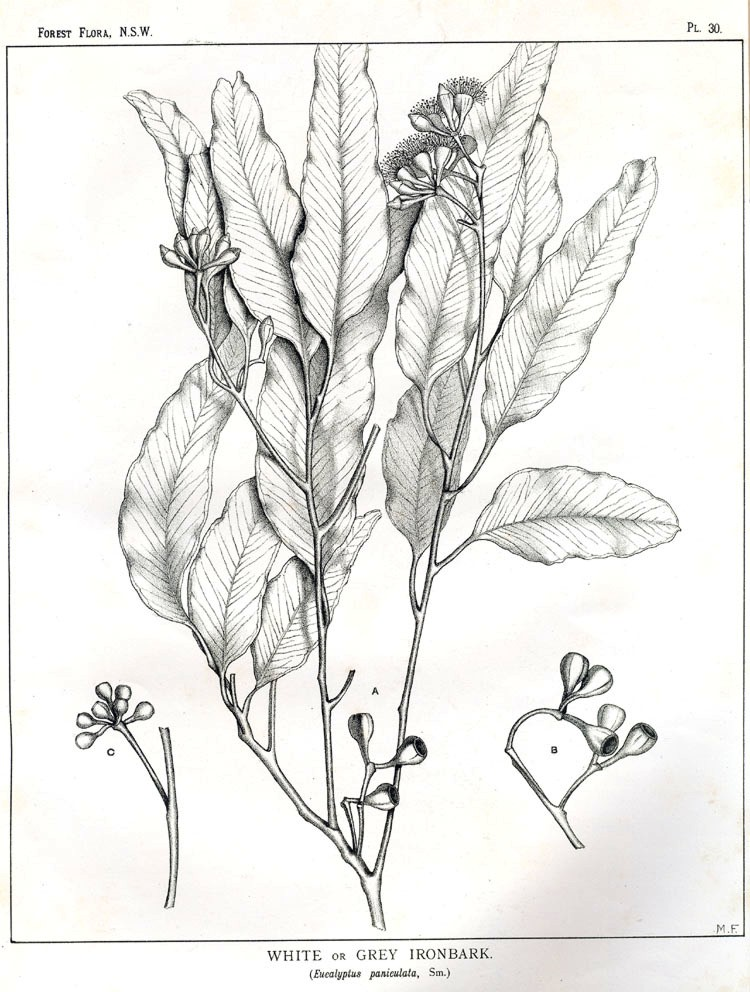
Desenho de Margaret Flockton [en] em Forest Flora de Joseph Henry Maiden